# Баллинаскарти
Баллинаскарти (англ. Ballinascarty; ирл. Béal na Scairte) — деревня в Ирландии, находится в графстве Корк (провинция Манстер).
Из этой деревни родом Джон Форд, дед Генри Форда.